# Instruccions per a l'ensenyança de minyons
Instruccions per a l'ensenyança de minyons (Instruccions per la ensenyansa de minyons en el seu títol original) és una obra pedagògica de l'època de la Il·lustració escrita per Baldiri Reixac i Carbó i publicada a Girona el 1749. Va ser considerada un únic llibre fins al 1981, quan un segon va ser trobat de forma casual durant la preparació d'una exposició del llibre escolar.
L'obra, adreçada a mestres rurals, es considera una de les primeres enciclopèdies catalanes. En aquesta es defensa l'ensenyament primari en català en detriment d'una llengua culta com el llatí. A més, cal destacar que considerava el castellà com una de les llengües estrangeres més útils. D'aquesta manera, el primer llibre inclou una enciclopèdia amb petits diccionaris (un català - castellà) i gramàtiques, un tractat de pedagogia basada en la persuasió i un conjunt d'instruccions pràctiques per a la bona praxi de la docència (com per exemple, la normativa dels càstigs, l'elaboració de la tinta o l'educació femenina entre altres). El segon, és un compendi de nocions de lògica, física, matemàtica i geografia.
En el seu moment va tenir molt d'èxit, com proven les com a mínim set edicions en català (la majoria a Girona). L'obra ha estat traduïda al castellà i francès.